# Svetlana Tsogoeva
Svetlana B. Tsogoeva (russisch Светлана Б. Цогоева/Swetlana B. Zogojewa; * 18. Februar 1973 in Unal, RSFSR, Sowjetunion) ist eine russisch-stämmige Deutsche Chemikerin und Hochschullehrerin.
Tsogoeva studierte bis 1995 an der Staatlichen Universität Sankt Petersburg. Ihr Diplom erhielt sie mit Auszeichnung. Anschließend promovierte sie 1998 über Synthesis of Modified Analogues of Steroid Estrogens ebenfalls in Sankt Petersburg. Danach ging sie für ein Post-Doc-Projekt der Deutschen Forschungsgemeinschaft an die Johann Wolfgang Goethe-Universität Frankfurt am Main. 2000 begann sie für Degussa in Hanau-Wolfgang zu arbeiten. Im Januar 2002 wurde sie vom Niedersächsischen Ministerium für Wissenschaft und Kultur zur ersten Juniorprofessorin in Deutschland an der Georg-August-Universität Göttingen ernannt. Seit Februar 2007 ist sie Professorin für organische Chemie an der Friedrich-Alexander-Universität Erlangen-Nürnberg.
Im Frühling 2024 wurde Svetlana B. Tsogoeva in das Senior Editor-Team der Zeitschrift ACS Central Science berufen.